# Riu Barrosa

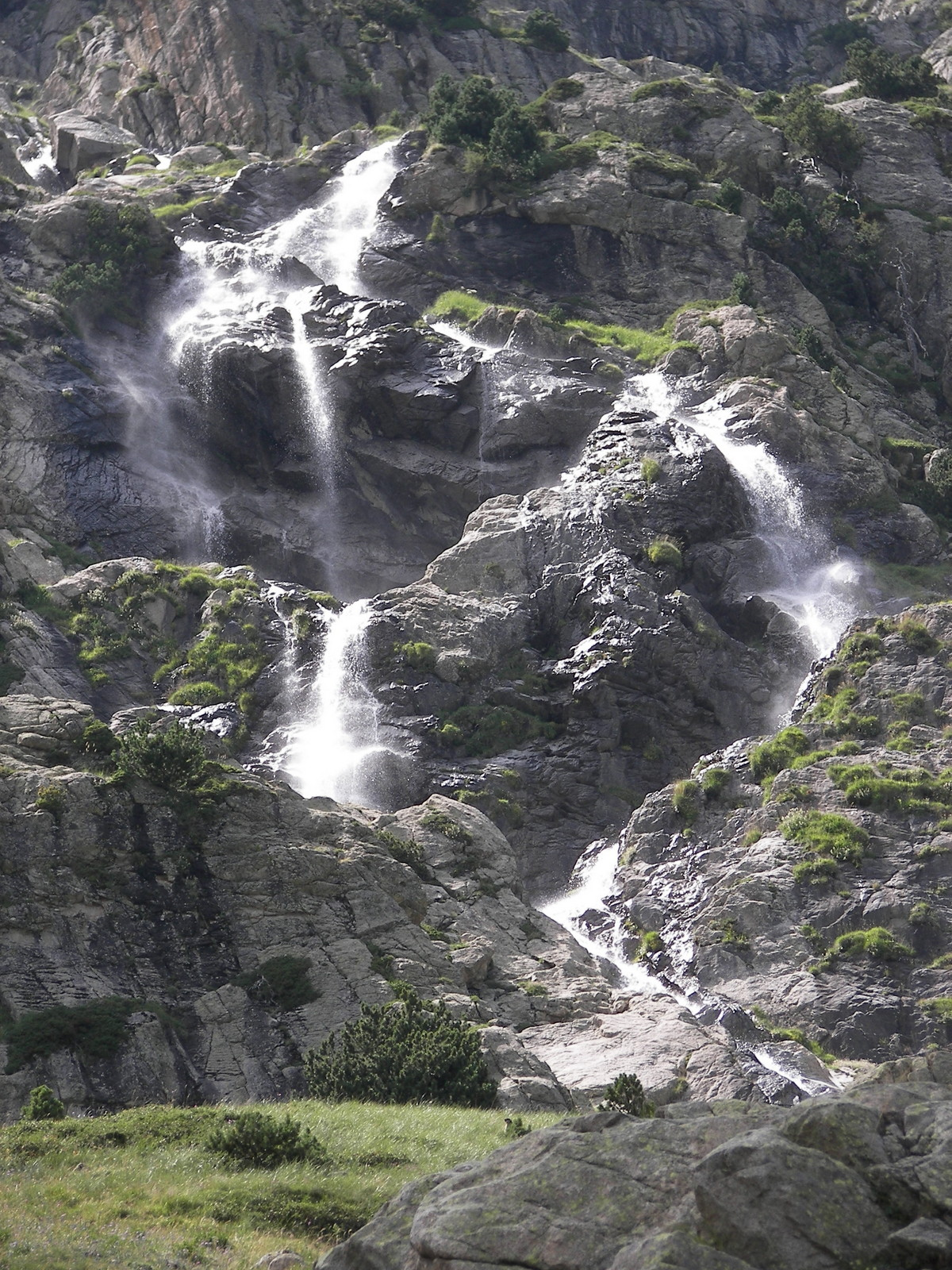
Cascada del riu Barrosa

El riu Barrosa neix al sud de La Múnia (Pirineus aragonesos), a 3134 metres sobre el nivell de la mar. Després augmenta el seu cabal amb el barranc que ve de ponent del cim Troumouse, pràcticament tocant la frontera francesa, que baixa paral·lel a la carretera del túnel de Bielsa i desaigua després de l'Hospital de Parzán, poble situat al sud de la branca principal del Barrosa. El riu continua el seu camí pel ponent de la serra de Liena, fins a arribar a la Central Elèctrica de Barrosa. Amplia posteriorment el seu cabal amb les aigües que baixen de la Central de Urdiceto, així com les aigües del riu Real, provinents del llac de La Múnia just després de pasar per Chisagüés i Parzán (GR 11). Finalment deixa a ponent la serra d'Espierba i desemboca en el Cinca, en Bielsa, a la vall de Pineta.
L'any 2011 Ecologistes en Acció van denunciar al fiscal de Medi Ambient d'Osca les obres, a un espai protegit, per a la construcció d'una planta de fabricació de formigó.

## Afluents
- Barranc de Tringonier.[7]